# An Acoustic Night at the Theatre
An Acoustic Night at the Theatre é o segundo álbum ao vivo da banda de metal sinfônico neerlandesa Within Temptation, lançado em Outubro/Novembro de 2009. O álbum contém músicas acústicas gravadas ao vivo durante a turnê Theatre Tour, em Novembro de 2008.

## Faixas
1. "Towards the End" – 03:27
2. "Stand My Ground" – 03:53
3. "Caged" – 05:19
4. "All I Need" – 05:20
5. "Frozen" – 04:31
6. "Somewhere" (com Anneke van Giersbergen) – 04:19
7. "The Cross" – 04:57
8. "Pale" – 05:08
9. "What Have You Done" (com Keith Caputo) – 04:33
10. "Memories" – 04:00
11. "Forgiven" – 04:42
12. "Utopia" (com Chris Jones) – 03:49

### Faixas bónus
1. "Utopia" (versão demo) – 04:31 (Amazon MP3 Alemanha)
2. "Hand of Sorrow" (ao vivo em Eindhoven 2007) (iTunes)
3. "Restless" (versão acústica) (Play.com MP3 Reino Unido)

## Paradas
| Parada (2009)                   | Melhor posição |
| ------------------------------- | -------------- |
| Dutch Albums Chart              | 4              |
| Portuguese Albums Chart         | 28             |
| Belgian Albums Chart (Flanders) | 31             |
| Swiss Albums Chart              | 35             |
| Austrian Albums Chart           | 38             |
| Greek Albums Chart              | 44             |
| German Albums Chart             | 46             |
| Belgian Albums Chart (Wallonia) | 47             |
| Spain Albums Chart              | 74             |
| French Albums Chart             | 89             |